# Lampornis hemileucus
El colibrí gorgivioleta (Lampornis hemileucus), también llamado colibrí montañés vientriblanco o gema de vientre blanco, es una especie de ave apodiforme de la familia Trochilidae —los colibríes— perteneciente al género Lampornis. Es nativo del sureste de América Central.

## Distribución y hábitat
Se distribuye por las tierras altas de la vertiente caribeña desde el norte de Costa Rica hasta el oeste de Panamá (Veraguas); también se encuentra localmente en la vertiente del Pacífico de Panamá.
Esta especie es considerada localmente muy común en sus hábitats naturales: el dosel t los bordes del bosque subtropical fresco y muy húmedo, descendiendo a nivel de arbustos a lo largo de bordes, brechas y zonas de sotobosque abierto; es poco frecuente en vegetación adyacente de crecimientos secundarios y semiabierta. Se reproduce en altitudes entre 700 y 1400 m en Costa Rica.

## Sistemática

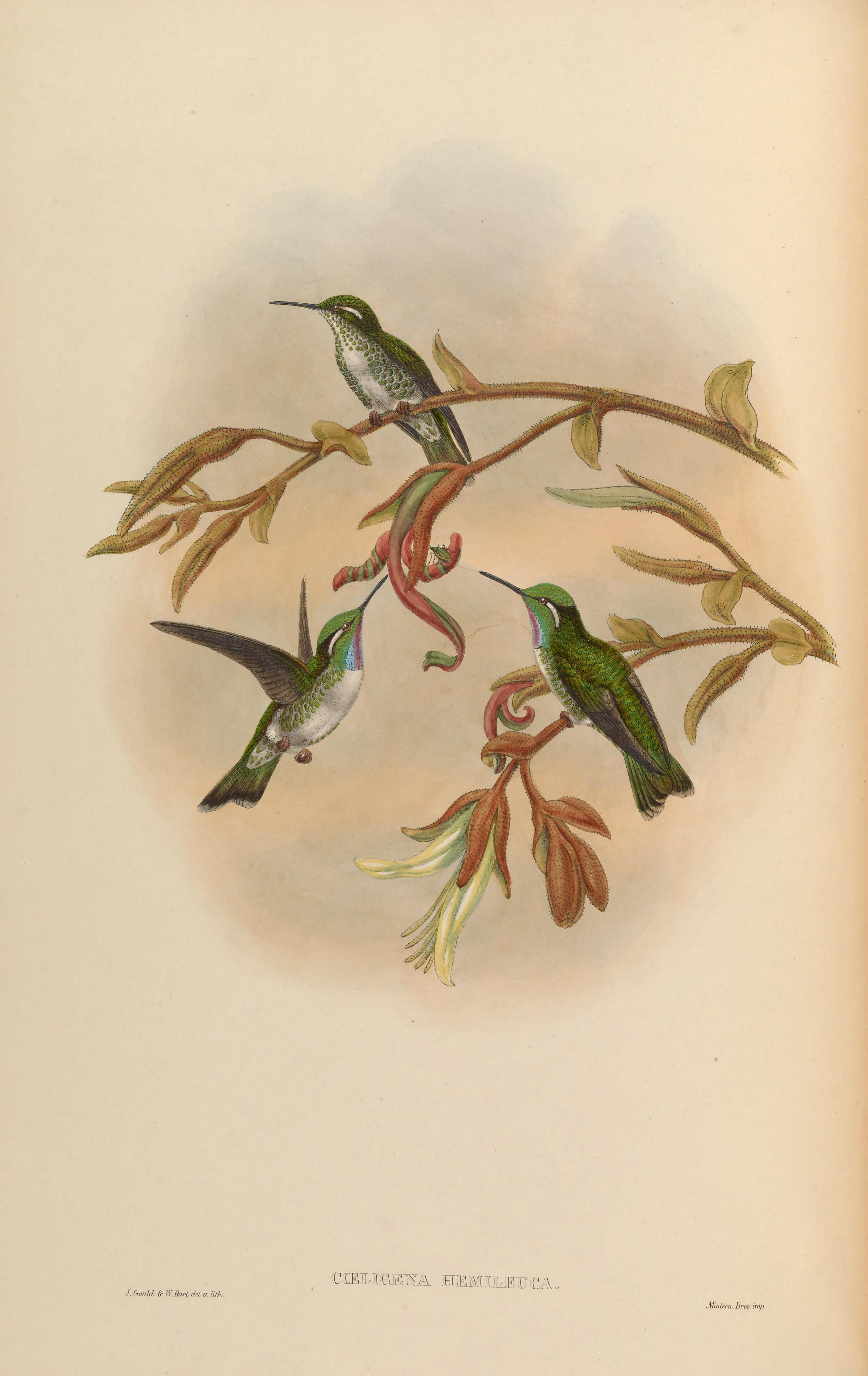
Coeligena hemileuca, sinónimo de Lampornis hemileucus, ilustración de Gould y Hart en A monograph of the Trochilidae, or family of humming-birds Supplement, 1880.

### Descripción original
La especie L. hemileucus fue descrita por primera vez por el zoólogo británico Osbert Salvin en 1865 bajo el nombre científico Oreopyra hemileuca; su localidad tipo es: «Turrialba y Tucurriquí, Costa Rica».

### Etimología
El nombre genérico masculino «Lampornis» se compone de las palabras del griego «lampē» que significa ‘antorcha’, ‘luz’, y «ornis» que significa ‘ave’; y el nombre de la especie «hemileucus», se compone de las palabras del griego «hēmi» que significa ‘medio’, ‘semi’, y «leukos» que significa ‘blanco’.

### Taxonomía
Descrita originalmente en un género Oreopyra. Los análisis de la biogeografía y de secuencias del ADN mitocondrial y nuclear del género Lampornis de García-Moreno et al. (2006) traen algunos resultados sorprendentes. Uno de ellos es que el grupo no sería monofilético y que la presente especie estaría mejor colocada en un género monotípico Oreopyra y que estaría más cercanamente relacionada con Panterpe insignis. Es monotípica.